# Жери
Жери (фр. Géry) насеље је и општина у североисточној Француској у региону Лорена, у департману Меза која припада префектури Бар ле Дик.
По подацима из 2011. године у општини је живело 61 становника, а густина насељености је износила 12,71 становника/km². Општина се простире на површини од 4,8 km². Налази се на средњој надморској висини од 300 метара (максималној 376 m, а минималној 260 m).

## Демографија
| 1962. | 1968. | 1975. | 1982. | 1990. | 1999. | 2011. |
| ----- | ----- | ----- | ----- | ----- | ----- | ----- |
| 48    | 55    | 40    | 43    | 59    | 65    | 61    |

График промене броја становника у току последњих година